# Haitianische Malerei
Die Haitianische Malerei zeichnet sich sowohl durch ihre volkstümlichen und spirituellen Einflüsse als auch durch einen eigenständigen Stil aus, für den naive Künstler stehen.

## Ursprung
Die Malerei war in Haiti eine traditionelle Ausdrucksform, wie religiös inspirierte Wandverzierungen und Illustrationen zeigen, von denen einige bis in das 18. Jahrhundert zurückreichen. Während reiche Siedlerfamilien Bilder aus Europa importierten oder westliche Maler in das Land holten, schickten andere ihre freien Sklaven nach Frankreich, um dort das Malen zu erlernen und ihr Talent zu entwickeln.
Die erste haitianische Kunstakademie wurde von Henri Christophe, König von Nord-Haiti, kurz nach der Unabhängigkeit (1804) in Cap-Haïtien gegründet. 1816 eröffnete Präsident Pétion eine Kunstschule in Port-au-Prince, in die französische Maler kamen, um zu unterrichten. Zwischen 1830 und 1860 waren historische Themen im Zusammenhang mit der Sklaverei und religiöse Themen, insbesondere der Voodoo-Kult, die Hauptthemen der Künstler.

## Die haitianische Schule der Naiven

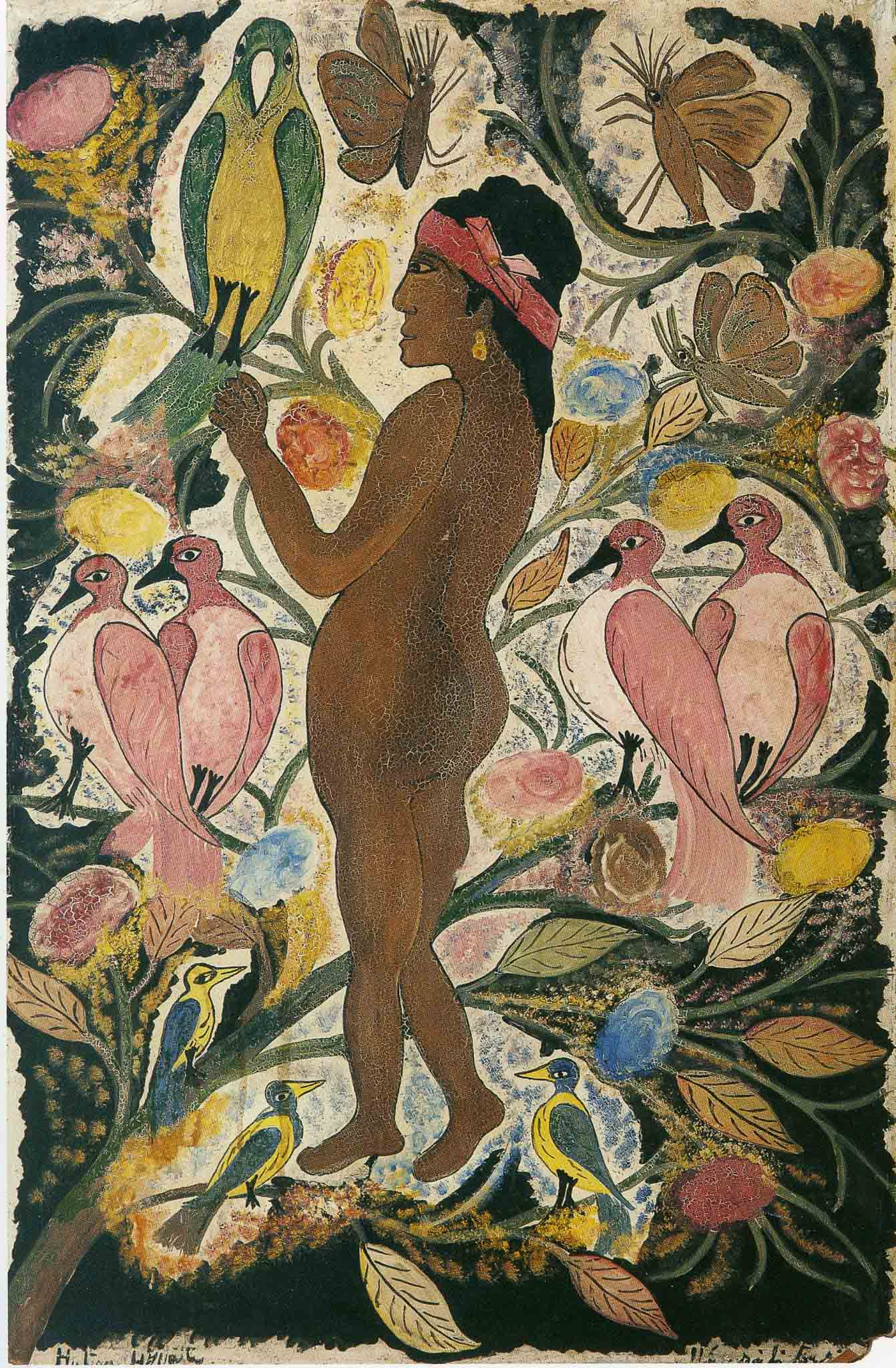
Maitresse Erzulie (Hector Hyppolite)

Nach dem Zweiten Weltkrieg gründete der amerikanische Maler und Lehrer DeWitt Peters 1944 eine Kunst- und Malschule in Port-au-Prince. Sein Unterricht blieb zunächst akademisch und wurde von westlichen, amerikanischen Strömungen beeinflusst. Beeindruckt vom naiven Stil der Straßenmaler beschloss Peters, auch Autodidakten aufzunehmen, denen er das Material zur Verfügung stellte, mit dem sie ihr Talent zum Ausdruck bringen können. Eine erste Welle dieser Künstler erlangte einen gewissen Bekanntheitsgrad, darunter Hector Hyppolite, Rigaud Benoit, Castera Bazile, Wilson Bigaud, Gesner Abelard und Robert Saint-Brice. Dies war der Beginn der „naiven Haitianer“.
Als der französische Dichter André Breton in den Jahren 1943 und 1945 nach Haiti reiste, bewunderte er diese Werke und brachte sie mit seinem surrealistischen Ansatz in Verbindung. Er veröffentlichte einen Text über Hector Hyppolite, der die Aufmerksamkeit der französischen Intellektuellen für die haitianische Malerei weckte. Andere Schriftsteller, wie Jean-Paul Sartre im Jahr 1949, besuchten Haiti ebenfalls.
In den 1950er Jahren entwickelte sich die haitianische Malerei weiter und wurde vielfältiger. Sie öffnete sich für verschiedene Ausdrucksformen, legte aber immer noch Wert auf Farben und Linien. Es entstanden mehrere Ateliers in verschiedenen Teilen des Landes. Die naive Kunst fand nun internationale Beachtung. Das Museum of Modern Art in New York kaufte Bilder der bedeutendsten Künstler und das Time Magazine druckte haitianische Fresken in seinen Ausgaben ab.
Der Begriff „naiv“ beschreibt einen figurativen Stil, bei dem flächige Farben und volkstümliche Motive (Straßenszenen, belebte Märkte, Tierkämpfe usw.) vorherrschen. In den 1960er Jahren wurden die Werke der naiven Haitianer zu begehrten Artikeln auf dem Kunstmarkt. Das enorme kommerzielle Interesse, das zur Entstehung einer regelrechten Handwerksindustrie für naive Malerei führte, veranlasste Künstler wie die Gemeinschaft von Saint Soleil dazu, zu ihren Wurzeln zurückzukehren und die Voodoo-Kultur in den Mittelpunkt ihres Schaffens zu stellen.
In den späten 1970er Jahren entstand eine weitere Richtung, genannt „École des Primitifs Modernes“. Die ihr angehörenden Künstler wurden als „Maler des haitianischen Kulturraums“ bezeichnet. Zu den bekanntesten gehören Ossey Dubic, Saint-Louis Blaise und Jean-Louis Sénatus.

## Voodoo Malerei

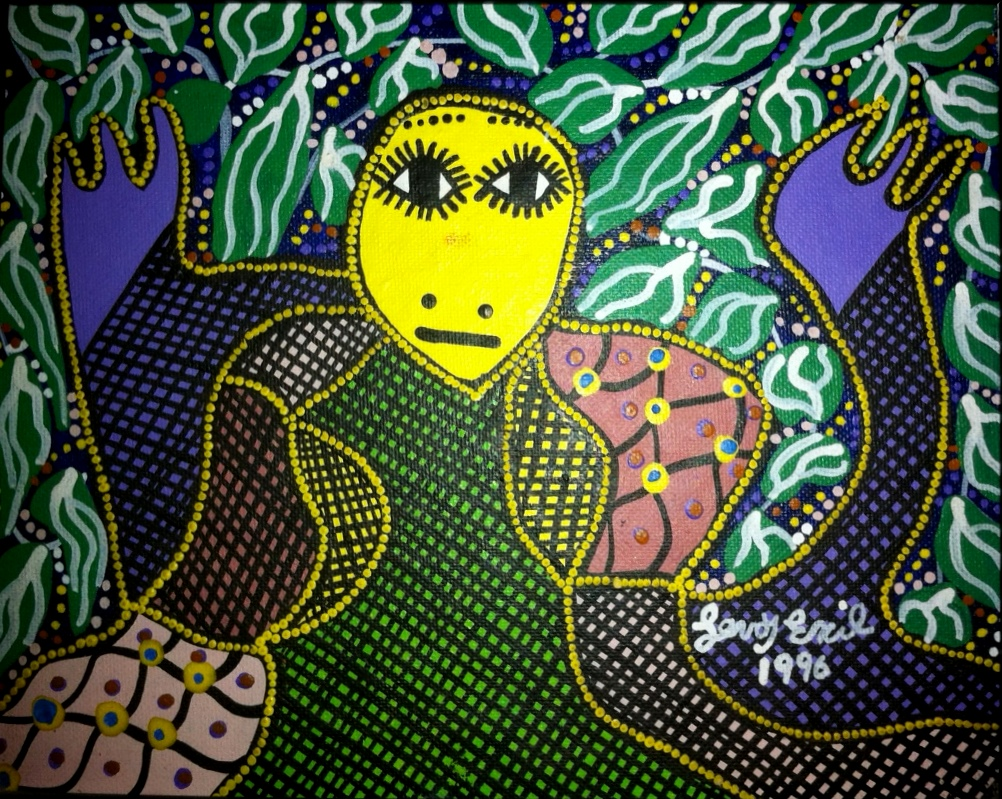
Yellow Loa (Levoy Exil)

Anfang der 1970er Jahre gründeten Maud Robart und Jean-Claude Garoute, der als Maler unter dem Namen Tiga bekannt ist, ein Zentrum, in dem sie Künstler, die sich mit dem Thema des Voodoo-Mysteriums beschäftigten, sammelten. Es befindet sich seit 1973 in Soisson-la-Montagne, etwa 20 km von Port-au-Prince entfernt, auf den Anhöhen von Pétionville und trägt den Namen „Saint Soleil“. 1975 besuchte der französische Schriftstelle und Politiker André Malraux die in dem Zentrum entstandene Gemeinschaft und verlieh ihr in seinem Essay „L’Intemporel“ eine mystische Aura. „Ein Künstlervolk wohnt in Haiti“, schrieb er und betonte, dass auf der Insel alles Gegenstand malerischer Umsetzung sei: der Markt, die Ehe, der Fischfang und die Religion, die wie in Kuba und Brasilien synkretistisch sind.
Die engagiertesten und talentiertesten Maler waren Louisiane Saint Fleurant, Denis Smith, Dieuseul Paul, Levoy Exil und Prospère Pierre Louis, die „Unvergesslichen von Saint Soleil“, die als informelle Gruppe den Namen „Les Cinq Soleils“ (Die fünf Sonnen) annahmen. Diese Künstler bildeten den Kern der Kunstrichtung, die viele Anhänger fand. So wurden Künstler wie Stevenson Magloire bis nach Europa und in die Vereinigten Staaten bekannt.
Lange Zeit wurden die Gemälde dieser Künstler in billigen Geschäften und Souvenirläden verkauft. Später entwickelte sich ein Markt für Voodoo-Malerei und die Gemälde werden in amerikanischen und französischen Galerien zu hohen Preisen gehandelt.

## Abstrakte Kunst

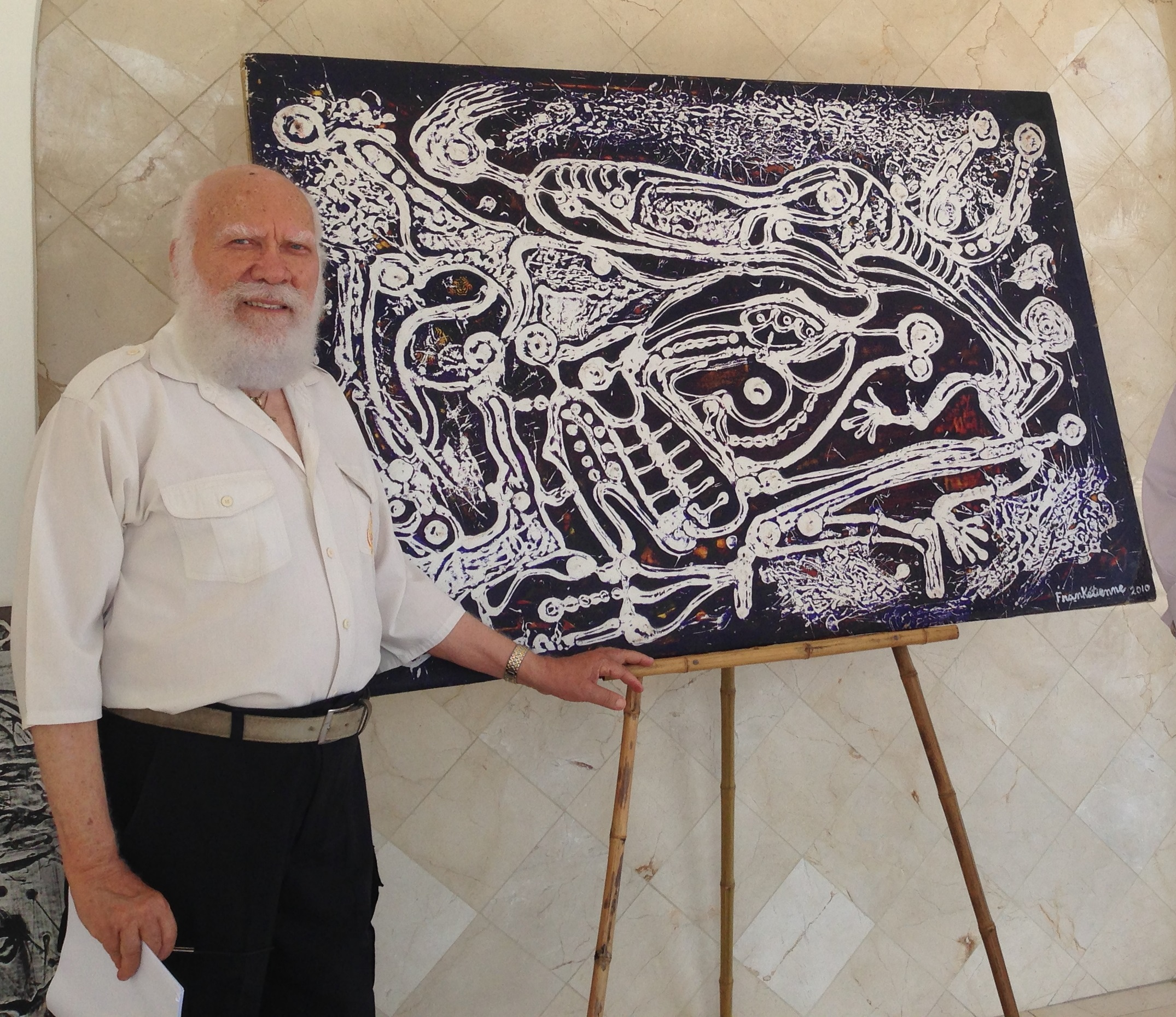
Désastre (Frankétienne)

Eine moderne Tendenz in der haitianischen Malerei bilden abstrakte Werke. Der bekannteste Künstler dieser, die traditionellen Wege verlassenden, Kunstrichtung ist Frankétienne, der zugleich Schriftsteller und Musiker ist.